# 14719 Собі
14719 Собі (14719 Sobey) — астероїд головного поясу, відкритий 4 лютого 2000 року.
Тіссеранів параметр щодо Юпітера — 3,624.